# Yvonne Brunen
Yvonne Brunen (Swifterbant, 4 februari 1971) is een Nederlands voormalig wielrenster. Brunen werd meerdere malen Nederlands kampioen op de weg en eenmalig Nederlands kampioene op de mountainbike. In 1996 nam ze deel aan de Olympische Spelen in Atlanta.

## Levensloop
Yvonne Brunen begon haar sportcarrière als schaatsster, maar tijdens een potje straatvoetbal op Koninginnedag verdraaide ze haar knie met een kapotte meniscus en afscheurde kruisbanden als gevolg. Door deze blessure moest ze noodgedwongen stoppen met schaatsen en begon ze in 1993 met wielrennen. In 1994 werd ze verrassend Nederlands Kampioene op de weg in Meerssen. Ze prolongeerde de titel in 1995 en 1996. 
In 1996 deed Brunen, op 25-jarige leeftijd, mee aan de Olympische Spelen in Atlanta aan zowel de individuele wegwedstrijd als aan de individuele tijdrit. In de tijdrit eindigde ze als 19e. Bij de individuele wegwedstrijd eindigde ze als 26e, op 53 seconden achterstand.
Naast deelnames aan de Nederlandse kampioenschappen en de Olympische Spelen reed ze ook veelvuldig mee in de La Grande Boucle Féminine. In deze ronde wist ze 3 etappes te winnen (1994, 1995, 2001) en won ze in 1996 de groene trui.

## Erelijst
1994
- Nederlands kampioene op de weg, Elite

1995
- Haak Voorjaarsrace

- Nederlands kampioene op de weg, Elite

1996
- Proloog Ster van Zeeland
- Nederlands kampioene op de weg, Elite
- 26e in Olympische Spelen, wegwedstrijd, Elite

1997
- 3e etappe Ster van Zeeland

- NK Mountainbike, Elite

1998
- Haak Voorjaarsrace

1999
- 4e etappe Ster Zeeuwsche Eilanden

2000
- Haak Voorjaarsrace
- Flevotour

2001
- Haak Voorjaarsrace
- 1e etappe GP Boekel

2002
- 2e etappe Holland Ladies Tour
- 1e in Flevotour (met Debby Mansveld)

2003
- 4e etappe Ster Zeeuwsche Eilanden
- Ronde van Gelderland